# Bozkov
Bozkov (dříve Boskov, německy Boskau) je obec v okrese Semily v Libereckém kraji. Leží zhruba čtyři kilometry severně od Semil. Žije zde 590 obyvatel.

## Historie
První písemná zmínka o vesnici pochází z roku 1352. V roce 1923 byl Bozkov povýšen na městys, ale později o tento statut přišel. 

## Obyvatelstvo
| Rok            | 1869  | 1880  | 1890  | 1900  | 1910  | 1921  | 1930  | 1950 | 1961 | 1970 | 1980 | 1991 | 2001 | 2011 | 2021 |
| -------------- | ----- | ----- | ----- | ----- | ----- | ----- | ----- | ---- | ---- | ---- | ---- | ---- | ---- | ---- | ---- |
| Počet obyvatel | 1 007 | 1 082 | 1 147 | 1 063 | 1 148 | 1 049 | 1 036 | 703  | 726  | 651  | 634  | 566  | 560  | 560  | 574  |
| Počet domů     | 162   | 163   | 162   | 165   | 173   | 181   | 201   | 218  | 210  | 200  | 188  | 253  | 263  | 270  | 280  |

## Obecní správa
Obec tvoří základní sídelní jednotky Bozkov a Dolní Bozkov.

### Obecní symboly
Znak a vlajka byly obci uděleny rozhodnutím předsedy Poslanecké sněmovny Parlamentu České republiky dne 4. června 1998. Barvy zlatá a modrá patřili pánům z Lemberka, tehdy Havel Húba z Lemberka daroval Hradišťskému klášteru les, na jehož místě mniši založili farnost u Panny Marie v Bozkově. Mariánská lilie symbolizuje kult Panny Marie, hlava gryfa a červená krokev jsou použity z erbu hrabat Desfoursů a zlatý pilovitý lem představuje prostory dolomitových jeskyní.

## Hospodářství a společnost
V obci se nachází základní i mateřská škola, nákupní středisko, pošta, knihovna, sokolovna, hasičská zbrojnice, fotbalové hřiště, multifunkční hřiště na volejbal, dětské hřiště a 2 hostince. Ve vsi je také kostel, hřbitov a dvě kaple.

### Spolky
- TJ Sokol Bozkov
- SDH Bozkov
- Myslivecké sdružení Bozkov
- Motosport Bozkov
- Okrášlovací spolek Matice bozkovská
- Speleologická společnost Bozkov
- Divadelní soubor Bozkov

## Pamětihodnosti
- Kostel Navštívení Panny Marie

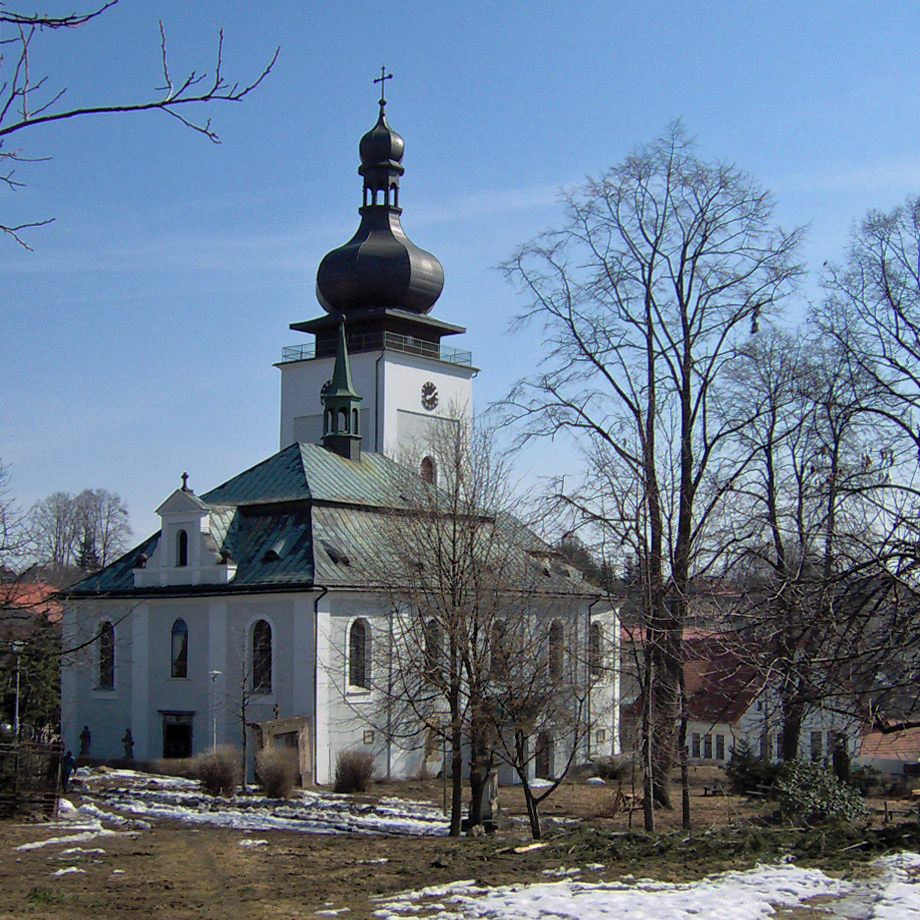
Kostel Navštívení Panny Marie

- Kaple Panny Marie Bolestné (kaple Sejkorská)
- Kaple a studánka U Matičky
- Krucifix u cesty k Bozkovským dolomitovým jeskyním
- Krucifix u silnice před areálem zemědělského družstva
- Mariánská pieta u cesty ke sportovnímu areálu
- Bozkovské dolomitové jeskyně
- Přírodní rezervace Údolí Vošmendy
- Památník padlým vojákům v první a druhé světové válce v parku u kostela
- Rodný dům Josefa Aloise Koubleho čp. 100
- Bozkovské vodopády

## Osobnosti
V Bozkově se narodil Josef Alois Kouble (1825–1886), kněz, spisovatel a národní buditel. Páter Chvála v Raisově románu Zapadlí vlastenci představuje bozkovského rodáka Josefa A. Kouble.

## Galerie

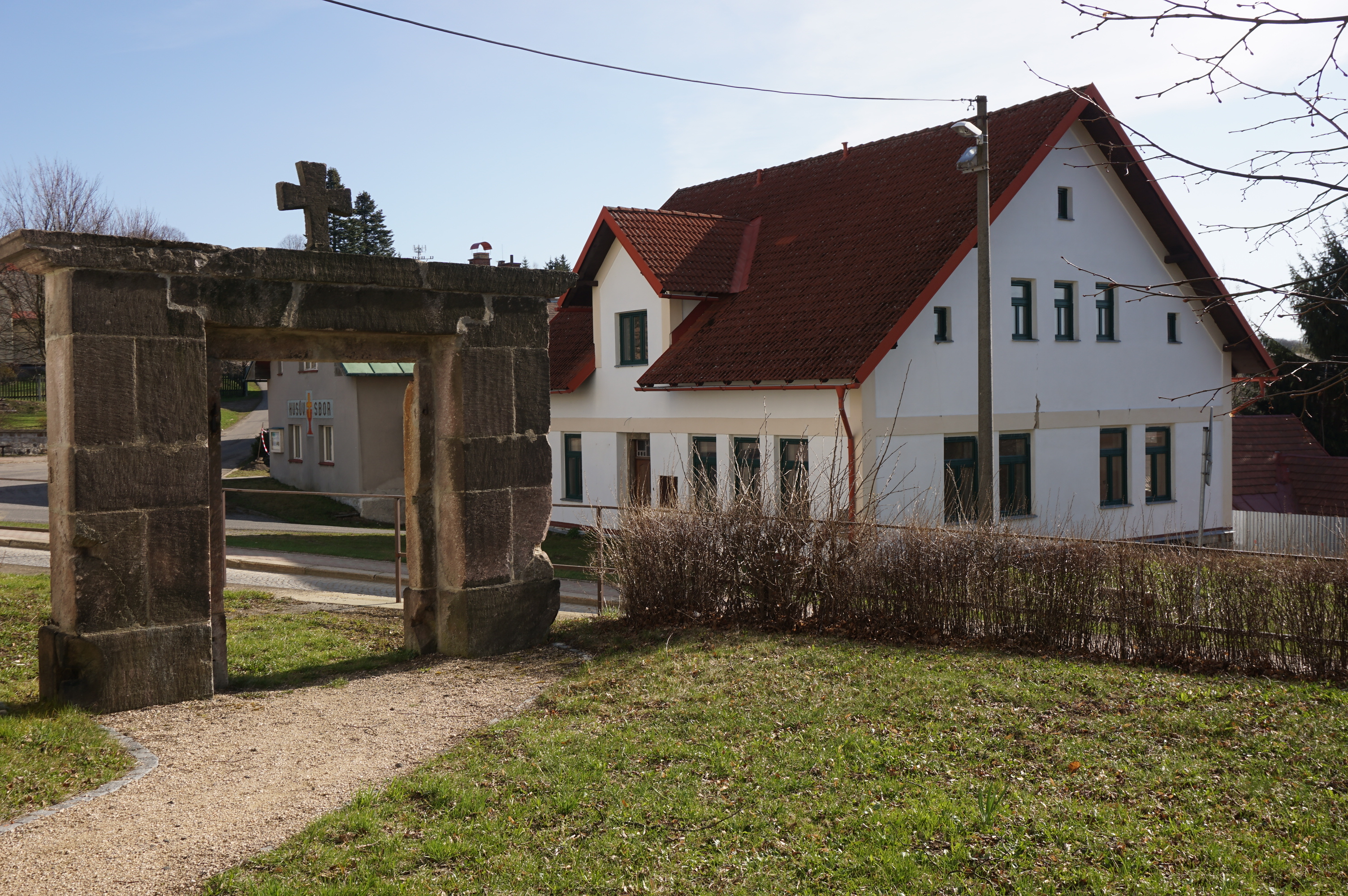
Brána u kostela Navštívení Panny Marie
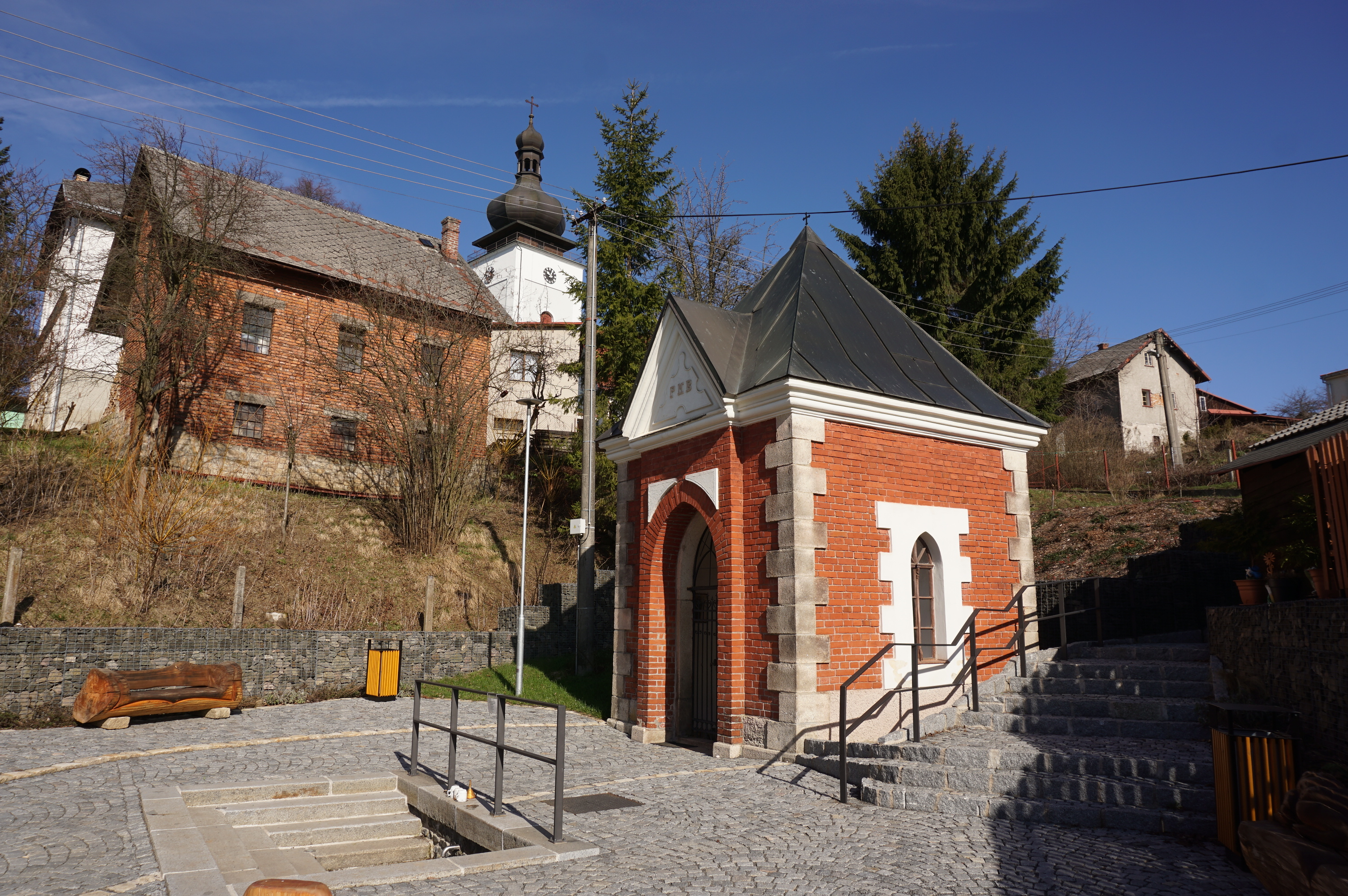
Studánka a kaple U Matičky
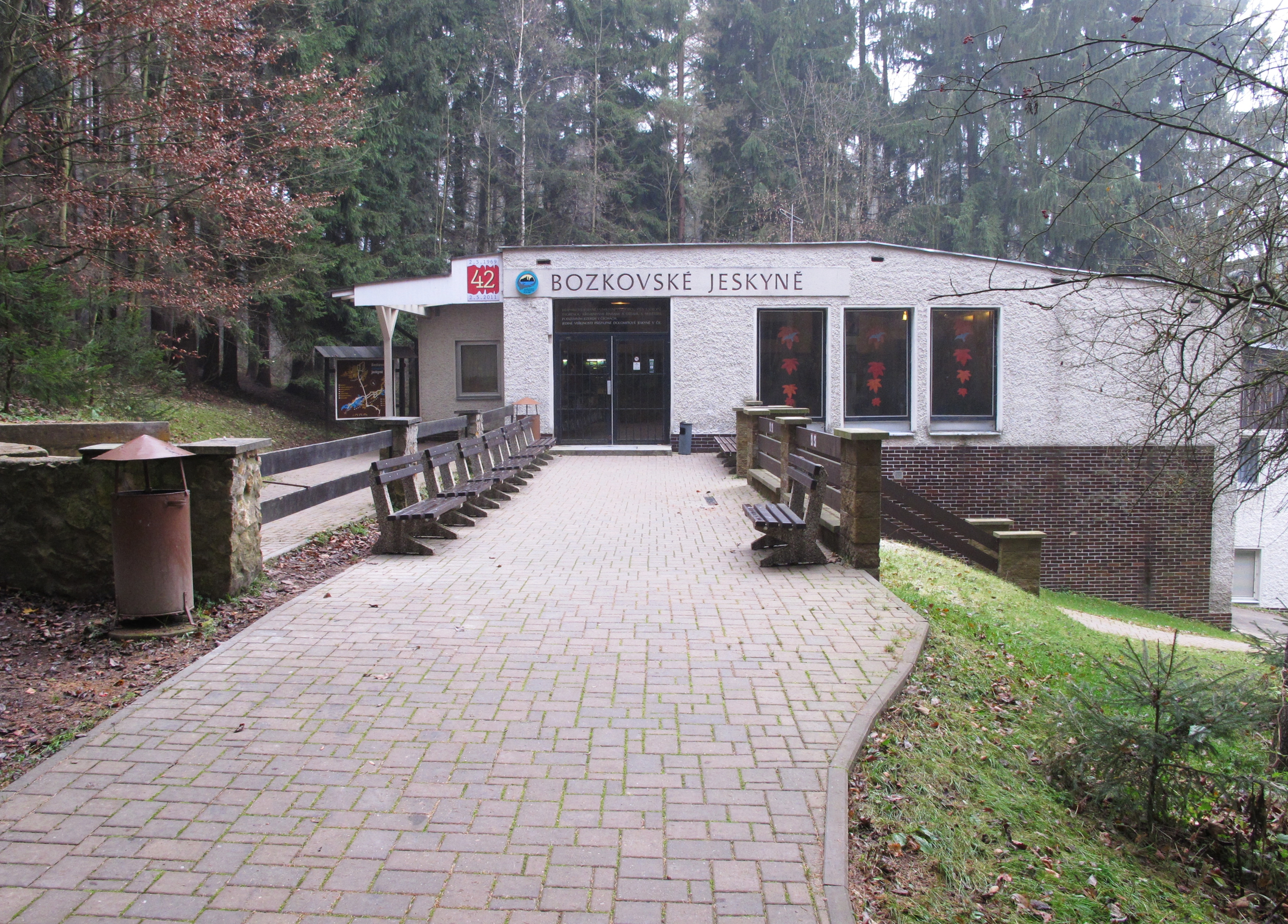
Vstup do Bozkovských jeskyní
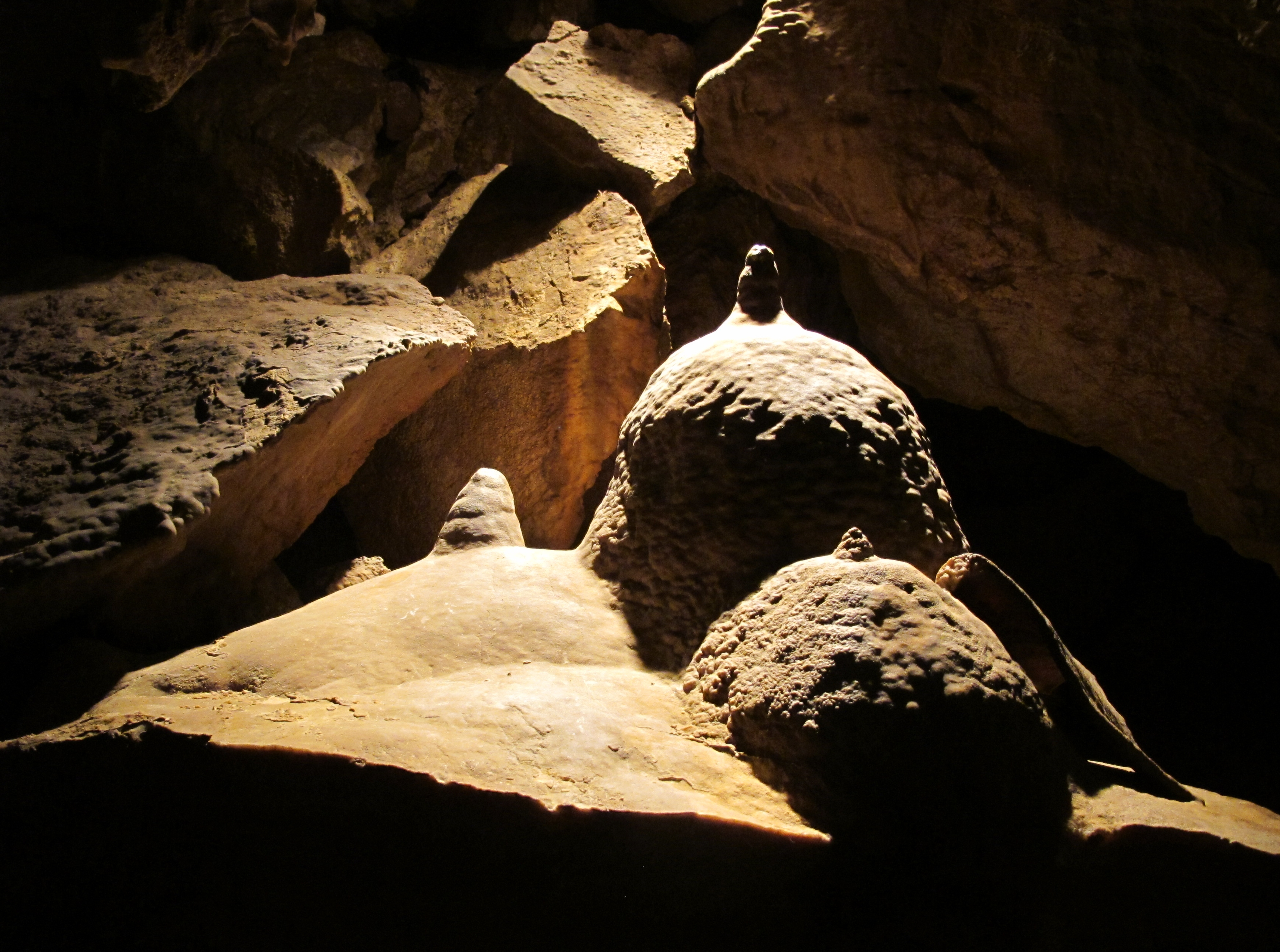
Bozkovské dolomitové jeskyně
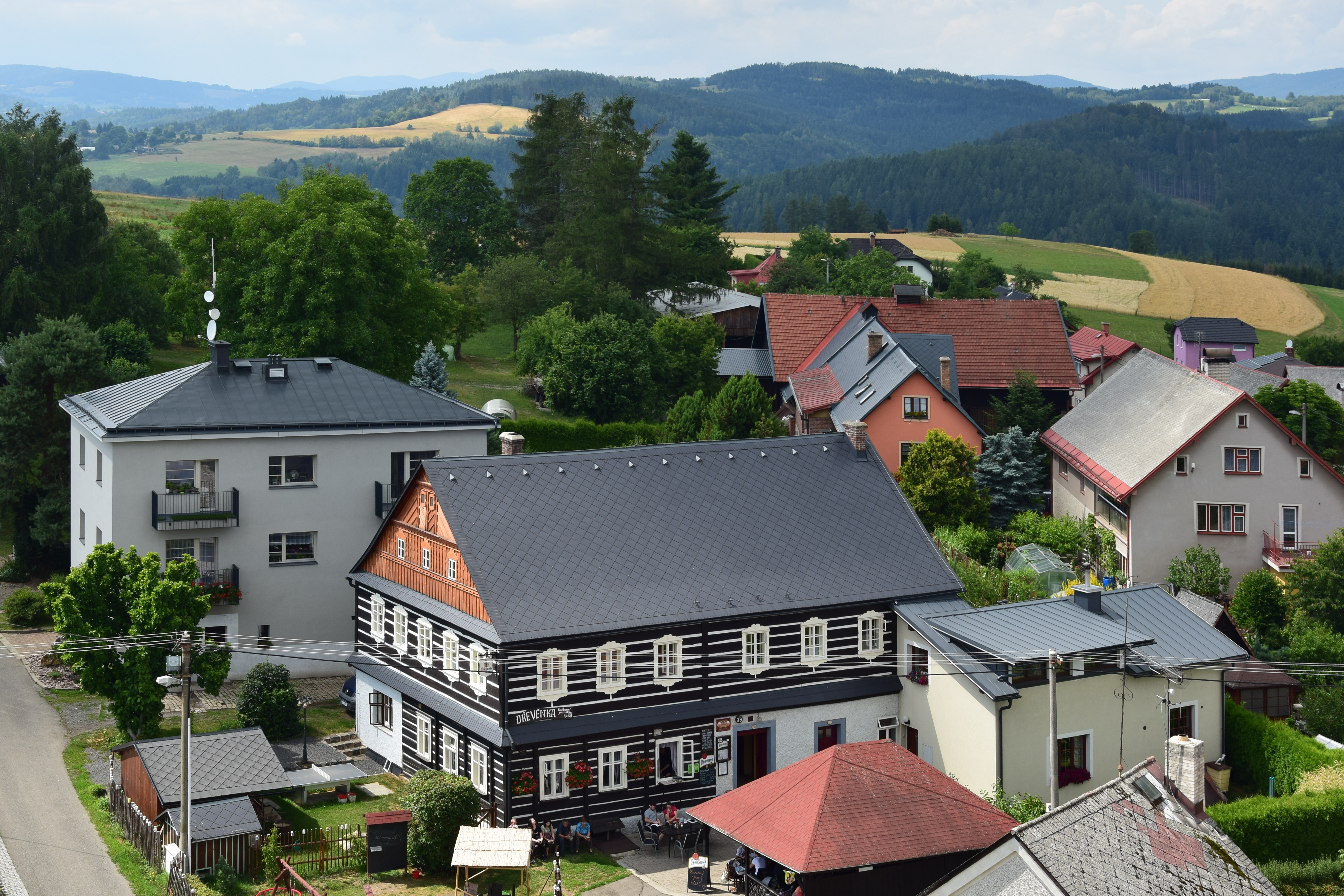
Památkově chráněná roubenka čp. 39